# ZSD Nysa
Lo ZSD Nysa era un veicolo commerciale leggero prodotto negli stabilimenti della città di Nysa, in Polonia, tra il 1958 e il 1994.

## Il contesto
Il Nysa era basato sul telaio della FSO Warszawa (come il FSC Żuk), della quale manteneva l'interasse e il motore. Quest'ultimo era un M20 a benzina di 2.121 cc di cilindrata quattro cilindri. Dopo il 1964 venne sostituito con il motore S21, sempre alimentato a benzina, che a parità di cilindrata aveva una potenza di 51 kW. Trasmissione e sospensioni invece erano state modificate, rispetto a quelle della vettura, per renderle adatte all'impiego che sarebbe stato fatto del nuovo veicolo.
La versione base del Nysa era quella con carrozzeria dalle forme arrotondate chiusa e finestrini, identificata dalla lettera T-Towos,  che poteva essere utilizzata per il trasporto di persone o cose. Questo modello poteva avere o una porta scorrevole sul lato destro o delle portiere a battenti convenzionali. La portiera della parte posteriore era singola e ruotava verso il lato sinistro del mezzo. Esisteva versioni con carrozzeria furgonata (F - Furgon), quella minibus (M) e quella ambulanza (S) e altri allestimenti.
Il veicolo veniva anche utilizzato dalla Militia, la polizia della Polonia ante 1989, e un furgone Nysa blu era una sorta di marchio della Militia. La versione per la polizia aveva porte scorrevoli su tutti e due i lati ed una portiera a due battenti nella parte posteriore della carrozzeria.  Nel 1968 venne modificato l'aspetto della parte anteriore del veicolo ed entrò in produzione il modello 521/522, con il 522 più grande di 10 centimetri. per il resto il veicolo restò immutato. Il Nysa veniva considerato più comodo e più adatto dello Zuk per il trasporto delle persone.
Il veicolo ebbe il suo massimo di popolarità durante gli anni '70. Nel solo 1978 furono costruiti 18.200 esemplari di questo furgone.  In seguito la sua popolarità iniziò a scemare e nel 1994, con la dissoluzione del Blocco orientale e l'importazione di veicoli dall'estero, la sua produzione venne interrotta. In totale furono prodotti 380.575 Nysa.
Oltre che in Polonia il veicolo venne anche esportato in Bulgaria, Unione sovietica, Ungheria - dove veniva utilizzato esclusivamente come ambulanza - ma anche in Germania Occidentale come verso paesi dell'Asia e dell'Africa. Spesso veniva esportato il 70 per cento della produzione annuale.